# Caulières
Caulières település Franciaországban, Somme megyében. Lakosainak száma 218 fő (2022. január 1.). Caulières Bettembos, Éplessier, Lamaronde, Lignières-Châtelain, Meigneux és Thieulloy-l’Abbaye községekkel határos.

## Népesség
A település népességének változása:
| Lakosok száma | 206  | 201  | 200  | 206  | 212  | 219  | 222  | 219  | 218  |
|               | 2013 | 2015 | 2016 | 2017 | 2018 | 2019 | 2020 | 2021 | 2022 |